# Rennrodel-Asienmeisterschaften 2017
Die Rennrodel-Asienmeisterschaften 2017 waren die dritte Austragung der asiatischen Kontinentalmeisterschaften im Rennrodeln. Sie wurden am 1. Dezember 2017 im Rahmen des Nationencups zum 3. Weltcuprennen der Saison 2017/18 im DKB-Eiskanal in Altenberg, Deutschland, ausgetragen. Es gab Wettbewerbe in den Einsitzern für Männer und Frauen sowie dem Doppelsitzer für Männer. Alle Wettbewerbe wurden in einem Lauf entschieden, für die Wertung dienten die Ergebnisse der Nationencuprennen in den entsprechenden Disziplinen (Race-in-Race-Verfahren).
Ursprünglich war geplant, die Asienmeisterschaften 2017 – wie bereits die ersten beiden Auflagen 2015 und 2016 – erneut auf der Bob-Rodelbahn Spiral im japanischen Nagano stattfinden zu lassen. Dies war aus terminlichen und technischen Gründen nicht möglich.
Es siegten auf der Bahn im Altenberger Kohlgrund die Südkoreanerin Sung Eun-ryung im Einsitzer der Frauen, der Inder Shiva Keshavan im Einsitzer der Männer sowie die Südkoreaner Park Jin-yong und Cho Jung-myung im Doppelsitzerwettbewerb.

## Einsitzer der Frauen
| Platz | Sportlerin              | Zeit            |
| ----- | ----------------------- | --------------- |
| 01    | Sung Eun-ryung          | 52,452 Sekunden |
| 02    | Anastassija Bogatschowa | +1,575 s        |
| 03    | Choi Eun-ju             | +1,844 s        |
| DNF   | Aileen Frisch           |                 |

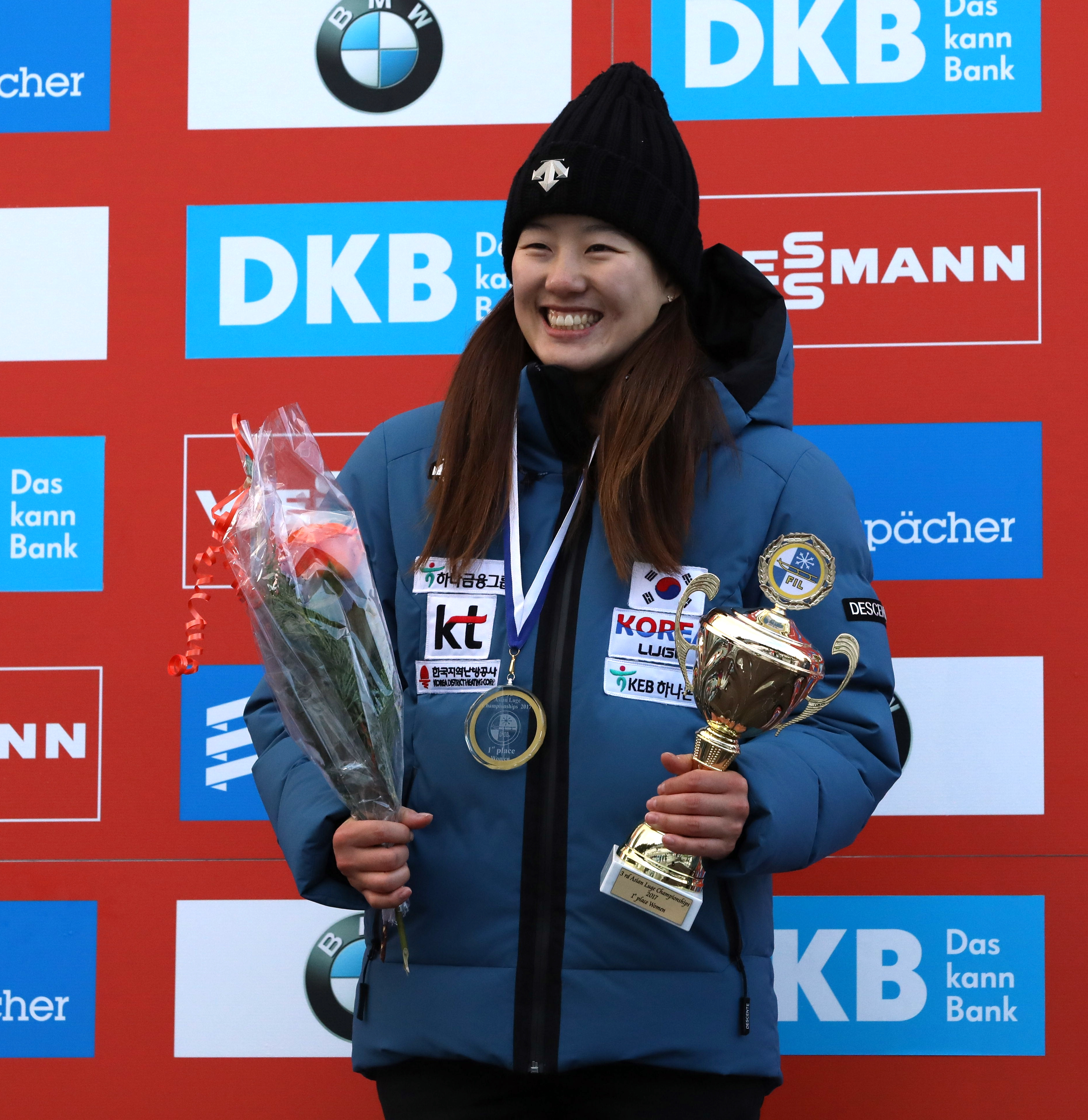
Sung Eun-ryung, Gewinnerin im Frauen-Einsitzer

Favoritin auf den Titel im Frauen-Einsitzer war die Koreanerin Aileen Frisch. Frisch startete bis 2015 für den deutschen Bob- und Schlittenverband und beendete dann nach der Saison 2014/15 zunächst ihre Karriere wegen anhaltender Perspektivlosigkeit im deutschen Team. Anfang Februar 2017 gab sie in Oberhof ihr Comeback und tritt seitdem für die südkoreanische Rennrodel-Nationalmannschaft an. Im Oktober 2017 erlitt sie bei einem Trainingssturz eine Fraktur des Fußes. Bei den vorangegangenen Weltcupveranstaltungen der Saison 2017/18 in Innsbruck-Igls und Winterberg gelang es ihr, trotz dieser Verletzung, sich im Nationencup für die Weltcuprennen zu qualifizieren und erreichte dort die Plätze 19 (Innsbruck-Igls) und 22 (Winterberg). Dies gelang keiner ihrer Konkurrentinnen im Kampf um den asiatischen Kontinentalmeistertitel.
Beim Wettkampf auf der Altenberger Bahn, welche Frischs Heimbahn aus ihrer Zeit beim RRC Altenberg ist, waren vier Starterinnen, gemeldet. Drei aus Südkorea und eine Kasachstan. Aileen Frisch stürzte schwer und kam deshalb nicht ins Ziel. Dabei zog sie sich eine Sprunggelenksverletzung zu, bei der Band- und Sehnenapparat betroffen waren. Den asiatischen Meistertitel sicherte sich Frischs Teamkollegin Sung Eun-ryung vor der Kasachin Anastassija Bogatschowa, die mit einem deutlichen Rückstand von 1,575 Sekunden auf Rang 2 fuhr, und Choi Eun-ju, die ebenfalls für Südkorea antrat. Sie erreichte den Bronzerang mit einem Rückstand von 1,844 Sekunden.
Im Race-in-Race ausgetragenen Nationencuprennen erreichte Eun-ryung den 14. Platz und konnte sich damit erstmals in der Saison 2017/18 für das Weltcuprennen qualifizieren. Die Zweitplatzierte Bogatschowa fuhr auf Rang 30, Eun-ju kam direkt dahinter auf Rang 31 ins Ziel. Das Nationencuprennen hatte die Deutsche Jessica Tiebel vor der US-Amerikanerin Summer Britcher und der Österreicherin Birgit Platzer gewonnen.

## Einsitzer der Männer
| Platz | Sportlerin       | Zeit            |
| ----- | ---------------- | --------------- |
| 01    | Shiva Keshavan   | 55,600 Sekunden |
| 02    | Lien Te-an       | +0,520 s        |
| 03    | Kang Doung-kyu   | +0,905 s        |
| 04    | Lim Nam-kyu      | +1,150 s        |
| 05    | Nikita Kopyrenko | +1,751 s        |
| 06    | Kim Dong-hyeon   | +9,768 s        |

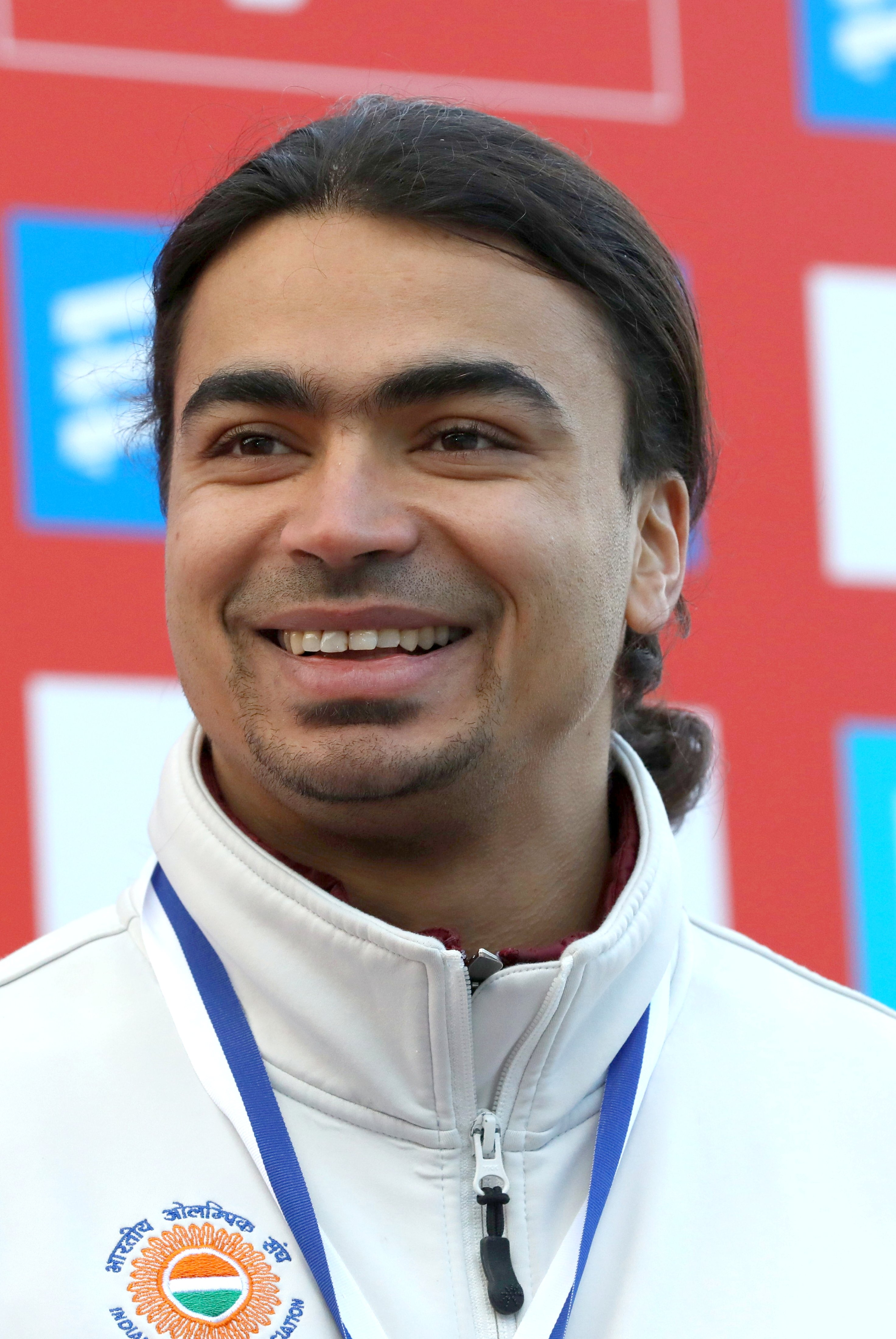
Shiva Keshavan, Gewinner im Männer-Einsitzer

In der Männer-Einsitzerkonkurrenz waren sechs Starter gemeldet, darunter drei Teilnehmer aus Südkorea und jeweils einer aus Chinesisch Taipeh, Indien und Kasachstan. Keiner der gemeldeten Starter konnte sich in den vorangegangenen Weltcupveranstaltungen der Saison 2017/18 in Innsbruck-Igls oder Winterberg für die Weltcuprennen qualifizieren. Als Favorit galt der Inder Shiva Keshavan, der bei den Nationencuprennen in Innsbruck-Igls und Winterberg die Plätze 26 und 23 erreichen konnte, und als Titelverteidiger in das Rennen im Altenberger Kohlgrund ging. Dieser Rolle wurde der fünfmalige Olympiateilnehmer gerecht und gewann den Titel erneut. Auf Rang 2 fuhr der für Chinesisch Taipeh startende Lien Te-an. Er erreichte mit 0,520 Sekunden Rückstand vor dem Südkoreaner Kang Doung-kyu, welcher mit 0,905 Sekunden Rückstand auf den Bronzerang fuhr, das Ziel. Außerhalb der Medaillenränge kamen der Südkoreaner Lim Nam-kyu mit einem Rückstand von 1,150 Sekunden auf Rang 4, der Kasache Nikita Kopyrenko mit 1,751 Sekunden Rückstand auf Rang 5 und Nam-kyus Teamkollege Kim Dong-hyeon mit einem Rückstand von 9,768 Sekunden ins Ziel. Dong-hyeon war als Startschnellster in das Rennen gegangen, hatte jedoch im weiteren Verlaufe des Rennens auf der Altenberger Bahn, die neben der Olympiabahn von 2010 in Whistler als schwerste und gefährlichste Bahn der Welt gilt, große Probleme und erreichte das Ziel deshalb nur mit deutlichem Rückstand.
Im Race-in-Race ausgetragenen Nationencuprennen erreichte Keshavan Rang 25, Lien Rang 30, Doung-kyu Rang 34, Nam-kyu Rang 36 und Kopyrenko Rang 38. Dong-hyeon wurde 43. Das Nationencuprennen gewann der Deutsche Andi Langenhan vor dem Letten Inārs Kivlenieks und dem Russen Alexander Gorbazewitsch.

## Doppelsitzer
| Platz | Sportler                            | Zeit            |
| ----- | ----------------------------------- | --------------- |
| 01    | Park Jin-yong/Cho Jung-myung        | 42,166 Sekunden |
| 02    | Roman Jefremow/Denis Tatjantschenko | +1,871 s        |

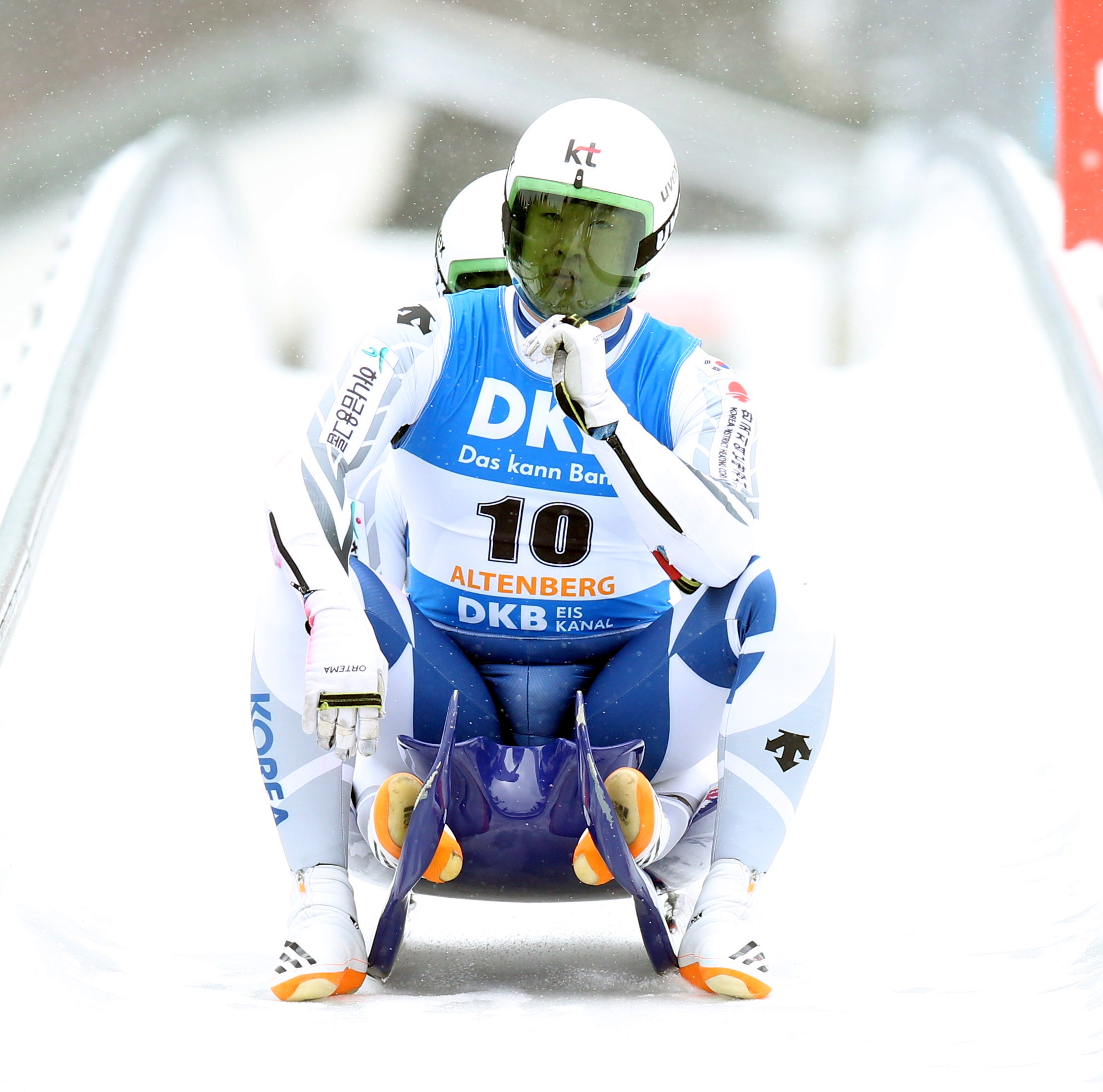
Park Jin-yong und Cho Jung-myung, Gewinner im Doppelsitzer

Für den Doppelsitzerwettbewerb waren nur zwei startende Doppelsitzerpaare gemeldet. Die Südkoreaner Park Jin-yong und Cho Jung-myung gingen als klare Favoriten in das Rennen. Bei den vorangegangenen Weltcupveranstaltungen der Saison 2017/18 in Innsbruck-Igls und Winterberg gelang es ihnen sich über den Nationencup, bei dem sie die Plätze 11 (Innsbruck-Igls) und 15 (Winterberg) belegten, für die Weltcuprennen zu qualifizieren. Bei diesen Rennen erreichten sie Platz 18 in Innsbruck-Igls sowie Platz 19 in Winterberg. Das kasachische Doppelsitzerpaar Roman Jefremow und Denis Tatjantschenko konnte sich in beiden Wettbewerben nicht für die Weltcuprennen qualifizieren. Sie erreichten in Innsbruck-Igls im Nationencuprennen Rang 21, in Winterberg erzielten sie Rang 22.
Beim Wertungsrennen für die Rennrodel-Asienmeisterschaften 2017 in Altenberg siegten die favorisierten Südkoreaner Jin-yong/Jung-myung mit einem Vorsprung von 1,871 Sekunden vor Jefremow/Tatjantschenko. Eine Bronzemedaille konnte mangels hinreichender Starterzahl nicht vergeben werden. Damit das Rennen überhaupt als Kontinentalmeisterschaftslauf anerkannt werden konnte, mussten zwei Paare starten.
Im Race-in-Race ausgetragenen Nationencuprennen erreichten die Südkoreaner Park Jin-yong und Cho Jung-myung den 8. Platz, womit sie sich erneut für das Weltcuprennen am folgenden Tag qualifizieren konnten. Roman Jefremow und Denis Tatjantschenko fuhren auf den 23. Platz, womit sie in diesem Rennen Vorletzte wurden. Das Nationencuprennen gewannen die Letten Oskars Gudramovičs/Pēteris Kalniņš vor den Deutschen Florian Löffler/Florian Berkes und den Russen Wladislaw Juschakow/Juri Prochorow.

## Medaillenspiegel
| Platz | Land              | Gold | Silber | Bronze | Gesamt |
| ----- | ----------------- | ---- | ------ | ------ | ------ |
| 1     | Südkorea          | 2    | 0      | 2      | 4      |
| 2     | Indien            | 1    | 0      | 0      | 1      |
| 3     | Kasachstan        | 0    | 2      | 0      | 2      |
| 4     | Chinesisch Taipeh | 0    | 1      | 0      | 1      |

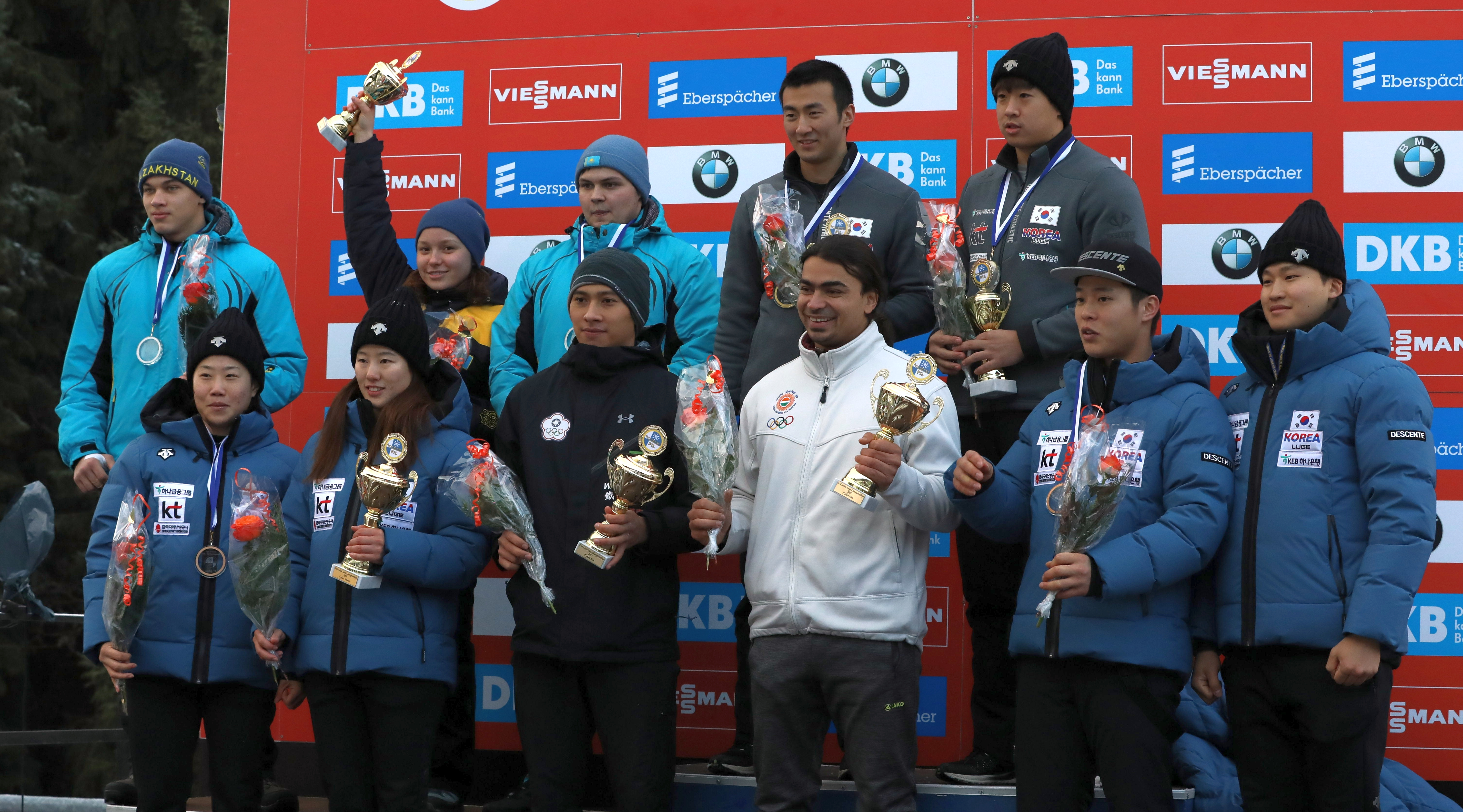
Alle Podiumsplatzierten der Rennrodel-Asienmeisterschaften 2017

Den ersten Platz im Medaillenspiegel sicherte sich das südkoreanische Rennrodelteam mit jeweils 2 Gold- und Bronzemedaillen vor Indien mit 1 Goldmedaille, dem kasachischen Team mit 2 Silbermedaillen und Chinesisch Taipeh mit einer Silbermedaille. Südkorea war die einzige Nation, die in jeder Disziplin mindestens eine Medaille gewinnen konnte. Die Siegerehrungen der Rennrodel-Asienmeisterschaften fanden direkt im Anschluss an die Siegerehrungen für die Nationencuprennen statt.

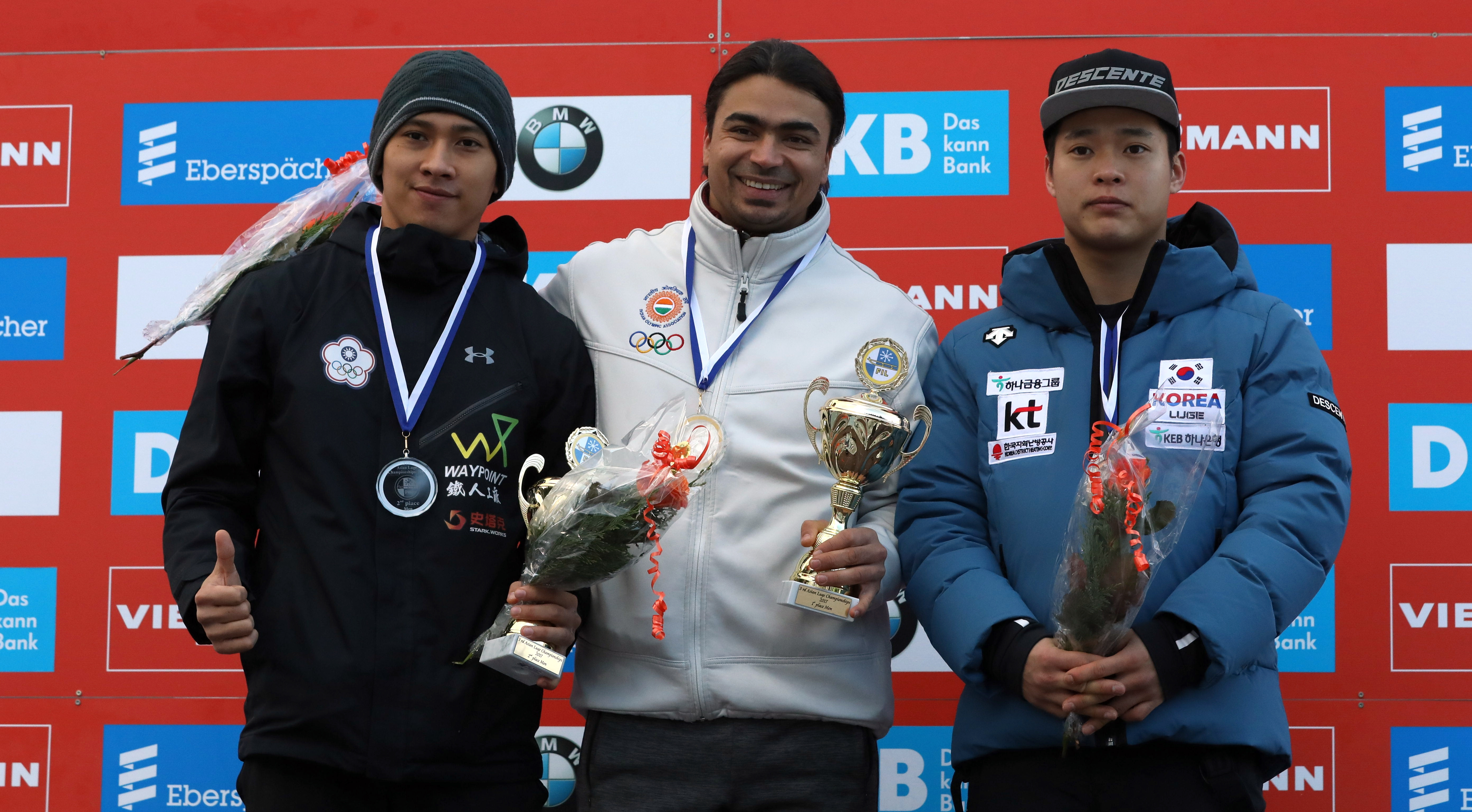
Männer-Einsitzer
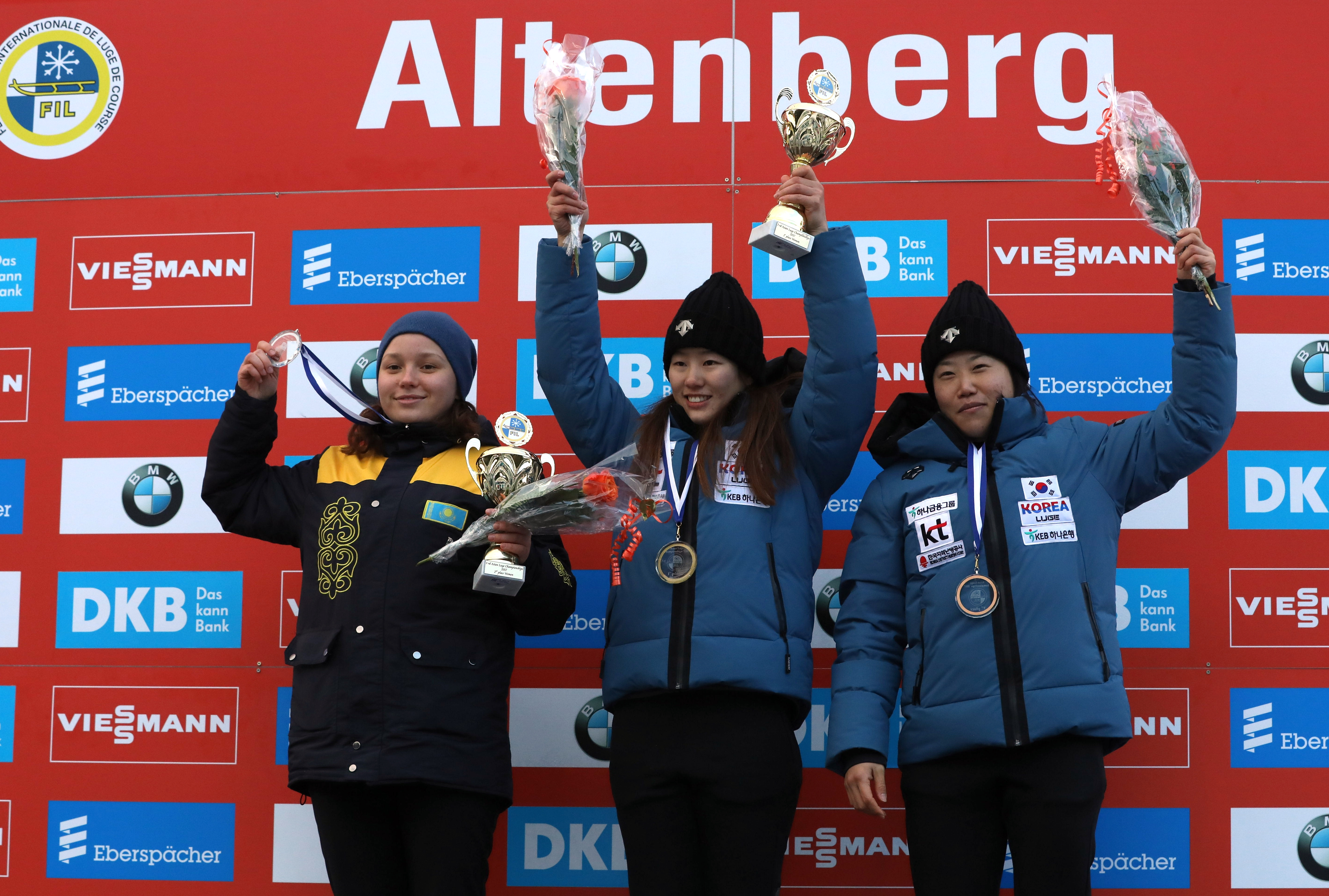
Frauen-Einsitzer
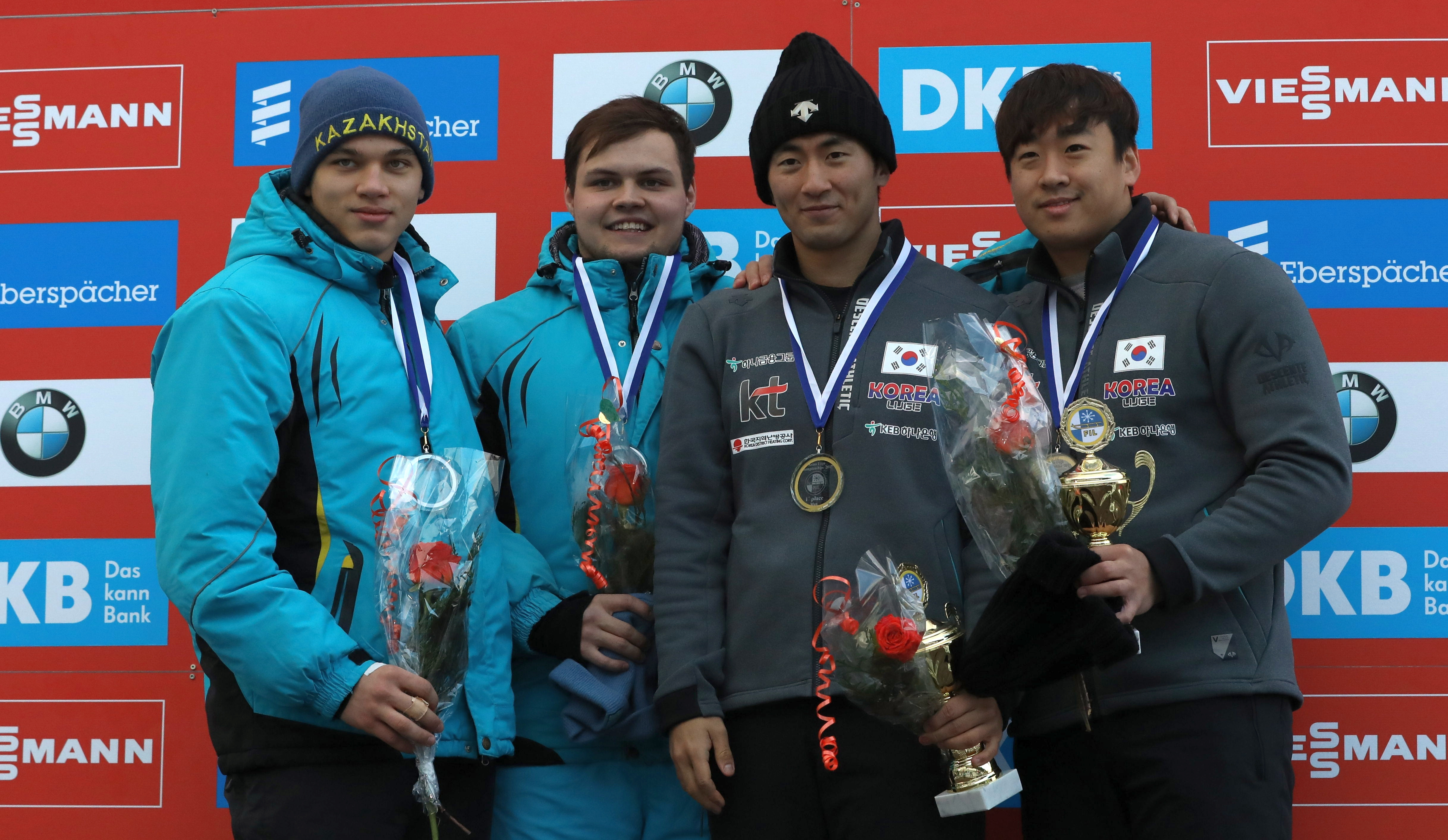
Doppelsitzer